# Isole Tyssen
Le isole Tyssen (in inglese Tyssen Islands in spagnolo Islotes Tyssen) sono un arcipelago di piccole isole e scogli e sono situate nello Stretto di Falkland tra la Falkland Occidentale e la Falkland Orientale dell'Oceano Atlantico dell'emisfero australe.

## Geografia
Geograficamente il piccolo arcipelago è formato da otto piccole isole che in alcuni casi sono poco più di scogli. L'isola maggiore è la North Tyssen. Si trova tra le isole maggiori delle Falkland orientali e occidentali, accanto all'isola Swan, la Great Island, Ruggles Island al largo di Lafonia.

## Origine del nome
Il nome del piccolo arcipelago è legato al capitano John Tyssen. Il 15 gennaio 1842 il brigantino Hebe gettò l'ancora a Port Louis, trasportando il luogotenente governatore Richard Clement Moody con altre persone. Tra queste Tyssen e Moody che iniziarono ad esplorare il territorio. I due tornarono a Port Louis via terra e il 22 gennaio Moody assunse formalmente il suo incarico di primo governatore delle Falkland. Poiché Moody non aveva un mezzo di trasporto, trattenne Tyssen per fare una crociera verso ovest e lungo il Falkland Sound, partendo l'11 febbraio, ma il maltempo li costrinse a tornare a Port Louis il 4 marzo. L'8 marzo Tyssen salpò finalmente per l'Inghilterra, fermandosi a Río de Janiero il 31 marzo e arrivando a Chatham il 16 luglio.

## Amministrazione
Il territorio, come tutto quello dell'arcipelago delle isole Falkland, è amministrato dal Regno Unito come uno dei territori d'oltremare britannici ed è rivendicato dall'Argentina. Per il suo possesso venne combattuta nel 1982 la guerra delle Falkland e sotto l'aspetto delle distanze dal continente sulle isole vi sono vari punti che rientrano nella legislazione argentina.